# ریسا تاندا
ریسا تاندا (انگلیسی: Risa Taneda; ۱۲ ژوئیهٔ ۱۹۸۸ – ) صداپیشه اهل ژاپن است. وی از سال ۲۰۱۰ میلادی تاکنون مشغول فعالیت بوده‌است.